# Impression III (Concert)
Impression III (Concert) est un tableau réalisé par le peintre russe Vassily Kandinsky en 1911, après que le 2 janvier il a assisté à un concert d'Arnold Schönberg à Munich, en Allemagne. De format horizontal, cette huile sur toile est une abstraction colorée conçue à partir d'esquisses figurant justement une représentation musicale, de sorte que la grande tache noire qui se détache du fond principalement jaune de la composition peut encore se comprendre comme un piano à queue. L'œuvre est conservée depuis 1957 à la Lenbachhaus de Munich.